# Système réticulaire monoclinique

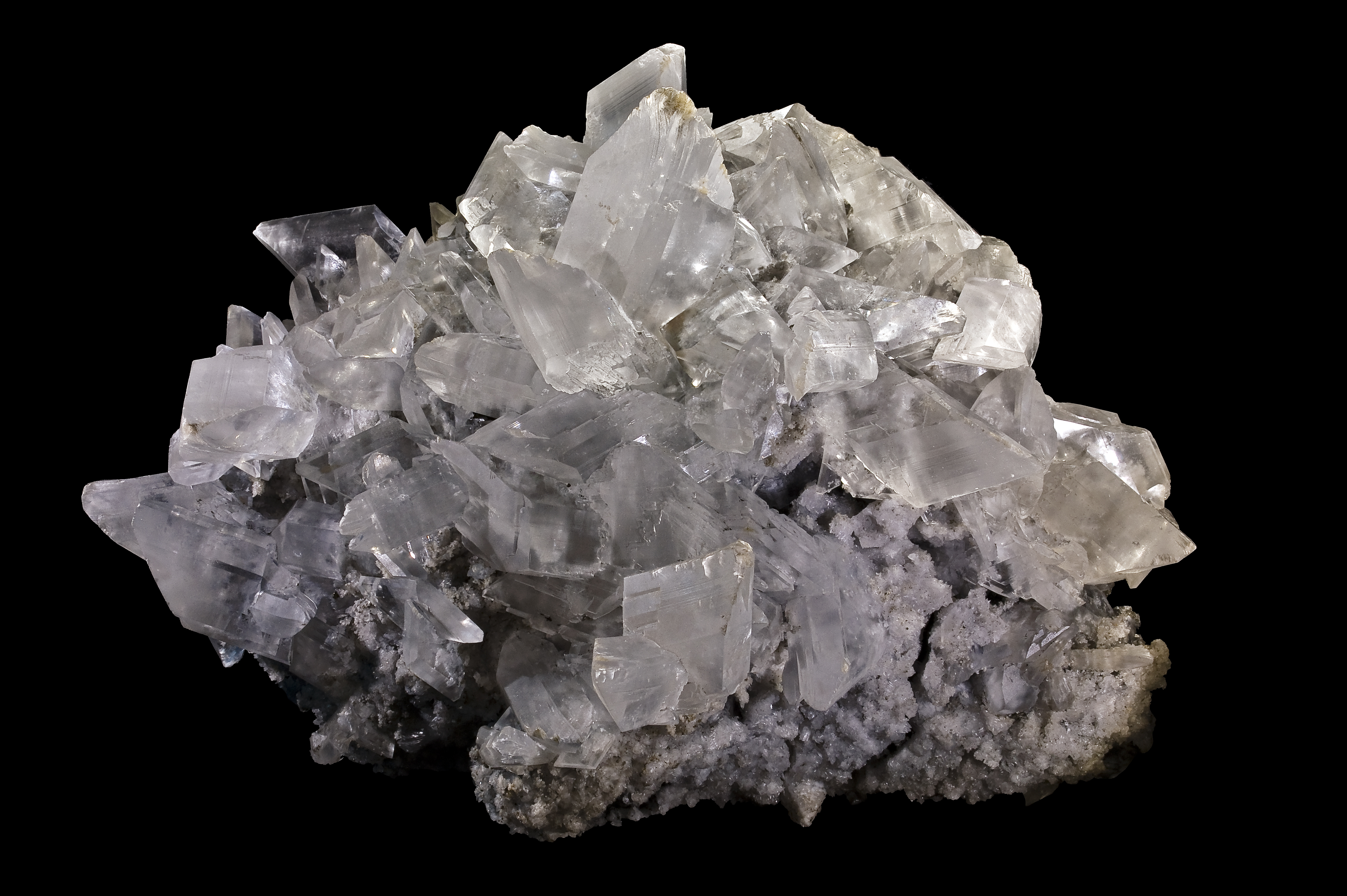
Gypse de Toscane, en Italie.

En cristallographie, le système réticulaire monoclinique est l'une des sept catégories de classement des cristaux dans l'espace tridimensionnel à partir de la maille élémentaire de leur réseau de Bravais. Il est sous-jacent au système cristallin monoclinique et regroupe les réseaux dont la maille conventionnelle est un prisme droit à base parallélogramme (a ≠ b ≠ c avec α = γ = 90° ≠ β).

## Choix de la maille

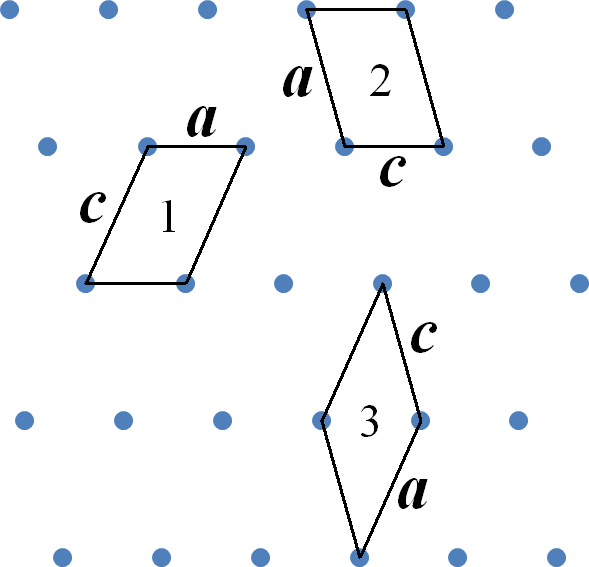
Choix de maille dans le système monoclinique.

La maille d'un cristal monoclinique est décrite par des vecteurs de longueurs inégales, comme dans le système orthorhombique. Ceux-ci forment un prisme droit à base parallélogramme. La maille d'un cristal monoclinique est choisie de façon à avoir un des vecteurs de base parallèle à l'axe de symétrie ou perpendiculaire au plan de symétrie. Ce vecteur définit l'unique direction de symétrie du cristal. À cause de la symétrie, les deux autres vecteurs de base doivent être perpendiculaires au premier axe choisi, c'est-à-dire perpendiculaires à l'axe de symétrie ou parallèles au plan de symétrie, mais rien ne les oblige à être perpendiculaires entre eux. Il existe toutefois des cristaux monocliniques ayant les trois angles rectangles, du moins dans un certain intervalle de température et pression, sans que cette spécialisation métrique soit imposée par leur symétrie.
Par convention, on choisit généralement la direction {\displaystyle b} comme direction de symétrie dans le système monoclinique. Les directions {\displaystyle a} et {\displaystyle c} sont alors perpendiculaires à la direction {\displaystyle b} : les angles α (entre {\displaystyle b} et {\displaystyle c}) et γ (entre {\displaystyle a} et {\displaystyle b}) valent 90° ; l'angle β entre {\displaystyle a} et {\displaystyle c} est quelconque et choisi non aigu. Cette convention est arbitraire et est souvent utilisée, mais pas toujours.
Comme il n'existe qu'une direction de symétrie, le choix de la maille n'est pas unique. Par exemple, trois mailles de même volume peuvent être choisies, définies par les vecteurs de base (voir figure ci-contre) :
{\displaystyle \left\{{\begin{array}{l}{\vec {a}}_{1},\,{\vec {b}}_{1},\,{\vec {c}}_{1}\\[1ex]{\vec {a}}_{2}=-{\vec {a}}_{1}-{\vec {c}}_{1},\,{\vec {b}}_{2}={\vec {b}}_{1},\,{\vec {c}}_{2}={\vec {a}}_{1}\\[1ex]{\vec {a}}_{3}={\vec {c}}_{1},\,{\vec {b}}_{3}={\vec {b}}_{1},\,{\vec {c}}_{3}=-{\vec {a}}_{1}-{\vec {c}}_{1}\end{array}}\right.}
Ces trois mailles sont utilisées dans les tables internationales de cristallographie pour les groupes d'espace monocliniques lorsque leur nomenclature et description dépendent de la maille choisie.

## Réseau de Bravais
Il existe deux réseaux de Bravais monocliniques : le réseau monoclinique primitif (mP) et le réseau monoclinique à base centrée (mS), avec des couches en réseau rectangulaire et rhombique, respectivement.
| Réseau de Bravais  | Monoclinique primitif | Monoclinique à base centrée |
| ------------------ | --------------------- | --------------------------- |
| Symbole de Pearson | mP                    | mS                          |
| Maille cristalline | Monoclinique primitif | Monoclinique à base centrée |

Le premier peut également être décrit par une maille mB. La notation mS indique que la maille conventionnelle possède une paire de faces centrées : selon le choix des axes, cette maille peut être mA, mC, mI ou mF. Les Tables internationales de cristallographie privilégient la description mC ; toutefois, lorsque cette maille correspond à un angle supérieur à 120º la description mI, ayant un angle compris entre 90º et 120º, est souvent préférée. Les autres mailles ne sont pas normalement utilisées, sauf dans des cas particuliers, par exemple pour maintenir un choix d'axes constant lors d'une transition de phase et suivre les déplacements atomiques qui se réalisent pendant la transition.